# BitTorrent (软件)
BitTorrent是由布莱姆·科亨與BitTorrent公司開發，是全球第一套基於BitTorrent協定的點對點檔案上載/下載軟體（也就是BitTorrent用戶端），由於源自官方而被暱稱為「主流」（Mainline）。

## 历史
2001年4月，程序員布萊姆·科恩設計了協議然後在2001年7月2日，他發布了第一個的BitTorrent的可執行版本。現在是由布萊姆·科恩的公司（BitTorrent的公司）保持維護。
在6.0之前的版本，BitTorrent是用Python編寫的，而且是免費的。在2001年12月30日發布的版本被發布到公共領域而沒有執照。在3.4.2或之前的版本在MIT許可下發布。版本4.x和5.x的源代碼则在BitTorrent開源許可證下发行，（Jabber開放源代碼許可證的修改版）。版本4.0和5.3都在GPL下重新获得许可。 
版本4.20被BitTorrent公司冠以“Allegro”的名号，參照該公司加速下載性能和ISP管理開發的協議而擴展。
自版本6.0，BitTorrent便是μTorrent的更名版本。使它不再是開源软件，並僅支援Windows與Mac OS X 10.5.x版。